# Omdømme
Omdømme (eller image, anseelse, ry, rygte og renommé) er den holdning eller mening offentligheden har til en person, en gruppe, en virksomhed, en organisation, et land eller et produkt. Et image er f.eks. en persons udstråling, eller opfattelsen af personen. Et image er ikke altid svarende til personens rigtige personlighed, idet man kan skabe et bestemt image f.eks. et markant/bizart image for at få opmærksomhed.

## Eksempler
"Han har et dårligt omdømme" eller "virksomheden har et godt omdømme". Skoda var tidligere f.eks. kendt for deres mindre gode kvalitet og dermed fulgte også et dårligt omdømme i befolkningen.

## Omdømme
Omdømme er et begreb der i stadigt stigende omfang bliver brugt indenfor kommunikations- og medieverdenen. Omdømme er en yderst vigtig faktor i mange sammenhænge, bl.a. indenfor erhvervslivet og senest indenfor internetverdenen, hvor man på online tjenester såsom E-Bay (en amerikansk auktions-hjemmeside) kan se en given sælgers omdømme. Sælgerens omdømme udgøres af hvad tidligere kunder har haft af mening/holdning til den pågældende sælger. Et lignende koncept har vi i Danmark senest set med internetsiden omdoemme.dk, hvor man kan finde erhvervsdrivende og virksomheder med et godt og mindre godt omdømme og samtidig også bedømme disse virksomheder.

## Virksomhedsomdømme
En virksomheds omdømme refererer til den overordnede evaluering som interessenter eller forretningsforbindelser har til virksomheden. Ifølge Fombrun vil et godt virksomhedsomdømme forøge indtægterne, fordi det vil tiltrække forbrugere til at købe virksomhedens produkter, få investorer til at investere i virksomheden, få ansatte til virksomhedens jobs og få medierne til at tegne et mere positivt billede af virksomheden. En virksomheds gode omdømme er en uhåndgribelig værdi som ikke kan gøres op i penge, men som giver virksomheden en konkurrencemæssig fordel, fordi virksomheden typisk vil blive opfattet som pålidelig, troværdig og ansvarlig overfor virksomhedens kunder, ansatte, aktionærer og finansielle markeder. I følge en rapport fra World Economic Forum er 75 % af en virksomheds værdi direkte bundet op på dets brand, navn og omdømme
Lige så meget som et godt omdømme kan være til gode for en virksomhed, lige så skadeligt kan det være at have et dårligt omdømme eller at have dårlig omtale. I følge en undersøgelse foretaget af analyseinstituttet YouGov vil 70 % fravælge at handle hos eller indgå samarbejde med en virksomhed, hvis denne har dårlig omtale på nettet. Netop derfor er brugen af online reputation management også steget blandt virksomheder, da Ilva og IDEmøbler kom ud i en shitstorm. 

### Branding
For en virksomhed er branding det "modsatte" af omdømme. Dette skal forstås på den måde at en virksomhed kan prøve ved hjælp af såkaldt image-markedsføring at "brande" sig i folks bevidsthed, som nogen "der gør det de er bedst til" (Danske Bank), eller som nogen der er innovative (Nykredit eller SAS). Her er det altså virksomheden, der taler til befolkningen og prøver at overbevise dem om det ene eller andet. Dette er en "indefra-ud"-synsvinkel. Omvendt kan man sige at omdømmet til f.eks. Danske Bank eller Nykredit langt fra sikkert i den generelle befolkning er det samme, som dét virksomhedens kommunikerer (selvom virksomheden gerne så dette), men derimod er påvirket af befolkningens egen holdninger til og oplevelser med virksomhederne. I dette tilfælde er det en "udefra-ind"-synsvinkel.

## Citater
"It takes 20 years to build a reputation and five minutes to ruin it. If you think about that, you'll do things differently." – Warren Buffett
"I'd like people to think of me as someone who cares about them." – Prinsesse Diana